# Кириаку, Хараламбос (футболист, 1995)
Хараламбос (Хамбос) Кириаку (греч. Χαράλαμπος Κυριάκου; 9 февраля 1995, Лимасол, Кипр) — кипрский футболист, полузащитник клуба ««Аполлон» (Лимасол)» и сборной Кипра.

## Биография

### Клубная карьера
Воспитанник клуба «Аполлон» (Лимасол), за основной состав которого выступает с 2012 года. В сезоне 2012/13 Кириаку вместе с командой стал обладателем Кубка Кипра, а затем повторил это достижение в 2016 и 2017 годах. В сезоне 2017/18 на правах аренды выступал за португальский клуб «Эшторил-Прая», за который сыграл 19 матчей и забил 2 гола в чемпионате Португалии. После окончания аренды вернулся в «Аполлон».

### Карьера в сборной
Дебютировал за сборную Кипра 5 марта 2014 года в товарищеском матче со сборной Северной Ирландии, в котором вышел на замену на 67-й минуте вместо Венсана Лабана. В 2018 году принял участие в 4 матчах сборной в Лиге наций УЕФА.

## Достижения
«Аполлон» Лимасол
- Обладатель Кубка Кипра (3): 2012/2013, 2015/2016, 2016/2017
- Обладатель Суперкубка Кипра (2): 2016, 2017